# Breitneutralisierende Anti-HIV-Antikörper

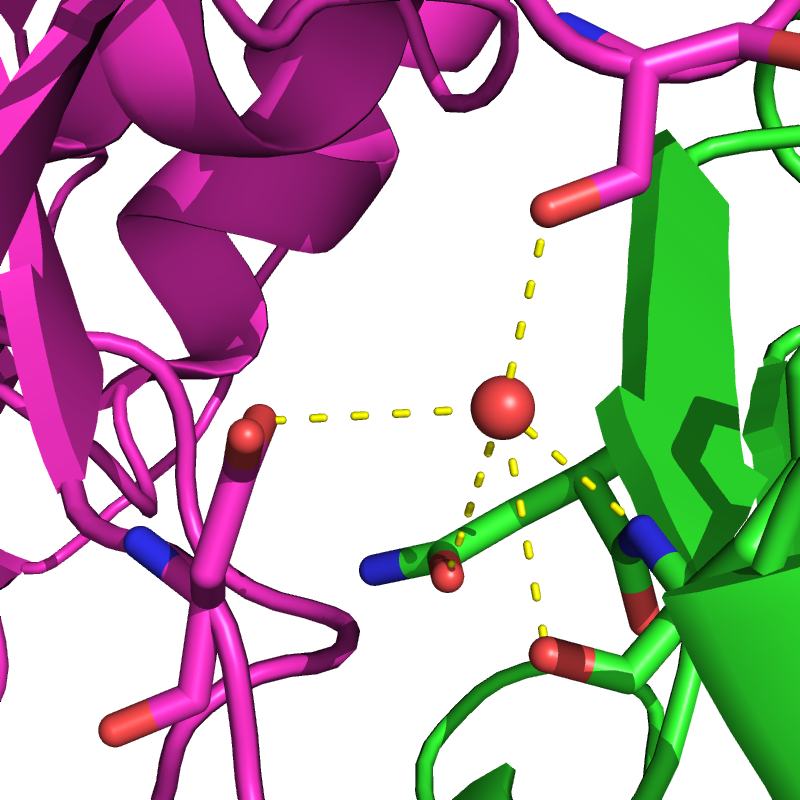
Ausschnitt der Bindung des Antikörpers VRC01 (grün, Aminosäuren D457, S365) an HIV-1 GP120 (lila, N58, Y59) über ein Wassermolekül

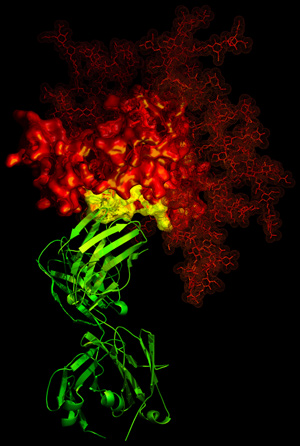
Bindung des Antikörpers b12 (grün) an HIV-1 GP120 (rot, Kontaktfläche in gelb)

Breitneutralisierende Anti-HIV-Antikörper (englisch broadly neutralizing anti-HIV-antibodies, bNAbs) sind gegen mehrere HIV-Stämme wirksame neutralisierende Antikörper.

## Eigenschaften
Die meisten neutralisierenden Antikörper sind in ihrer Neutralisationswirkung spezifisch für einen Stamm. Breit neutralisierende Antikörper binden an konservierte Bereiche an der Oberfläche von Proteinen der Virusoberfläche. Die Erzeugung breitneutralisierender Anti-HIV-Antikörper ist ein Ziel des HIV-Impfstoffdesigns. Breitneutralisierende Anti-HIV-Antikörper sind in den Online-Datenbanken bNAber und LANL Antibody database aufgeführt. Die Neutralisationswirkung ist sowohl von der Bindung des bNAbs an virale Proteine als auch von der effizienten Bindung des bNAbs an den Fc-Rezeptor abhängig. Eine effiziente Bindung an den FcRn (Isoform des Fc-Rezeptors), welcher vaginal und rektal vorkommt, kann die Neutralisation an der Eintrittspforte des HIV verstärken.
Breitneutralisierende Anti-HIV-Antikörper können nach ihrer Bindungsstelle unterteilt werden, eine Bindung kann z. B. an den außen an die Transmembrandomäne angrenzenden Teil des GP41 (membrane-proximal external region, MPER), an die Peptidoglykanschicht des GP120, an die Bindungsstelle von GP120 für den zellulären Rezeptor CD4 oder an die variablen Regionen des GP120 (V1–3) erfolgen.
| Virales Epitop      | Antikörperbindung    | Antikörperbezeichnung | Veröffentlichungsjahr |
| ------------------- | -------------------- | --------------------- | --------------------- |
| MPER des gp41       | Sequenzepitop        | 2F5                   | 1992                  |
|                     | Sequenzepitop        | 4E10                  | 1994                  |
|                     | Sequenzepitop        | M66.6                 | 2011                  |
|                     | Sequenzepitop        | CAP206-CH12           | 2011                  |
|                     | Sequenzepitop        | 10E8 l                | 2012                  |
| V1V2-glycan         | Peptidoglycan        | PG9, PG16             | 2009                  |
|                     | Peptidoglycan        | CH01–04               | 2011                  |
|                     | Peptidoglycan        | PGT 141–145           | 2011                  |
| Outer domain glycan | Nur Glycan           | 2G12                  | 1994                  |
| V3-glycan           | Peptidoglycan        | PGT121–123            | 2011                  |
|                     | Peptidoglycan        | PGT125–131            | 2011                  |
|                     | Peptidoglycan        | PGT135–137            | 2011                  |
| CD4-Bindungsstelle  | CDRH3 loop           | b12                   | 1991                  |
|                     |                      | HJ16                  | 2010                  |
|                     | CDRH3 loop           | CH103–106             | 2013                  |
|                     | ähnelt CD4 via CDRH2 | VRC01–03              | 2010                  |
|                     | ähnelt CD4 via CDRH2 | VRC-PG04, 04b         | 2011                  |
|                     | ähnelt CD4 via CDRH2 | VRC-CH30–34           | 2011                  |
|                     |                      | 3BNC117, 3BNC60       | 2011                  |
|                     | ähnelt CD4 via CDRH2 | NIH45–46              | 2011                  |
|                     |                      | 12A12, 12A21          | 2011                  |
|                     |                      | 8ANC131, 134          | 2011                  |
|                     |                      | 1NC9, 1B2530          | 2011                  |